# Himmel og jord
Himmel og jord (eng: Heaven and Earth) er en amerikansk film fra 1993 instrueret, produceret og skrevet af Oliver Stone, der har baseret dens handling på bogen When Heaven and Earth Changed Places. Filmen har Tommy Lee Jones, Hiep Thi Le, Joan Chen og Haing S. Ngor i hovedroller. Himmel og Jord er den tredje og sidste i Oliver Stones Vietnam-trilogi. 
Himmel og jord vandt en Golden Globe Award for bedste soundtrack.

## Medvirkende
- Haing S. Ngor – Papa
- Joan Chen – Mama
- Hiep Thi Le – Le Ly
- Thuan K. Nguyen – Onkel Luc
- Dustin Nguyen – Sau
- Vinh Dang – Bon
- Mai Le Ho – Hai
- Tommy Lee Jones – Steve Butler/en U.S. marinesoldat
- Dale Dye – Larry
- Debbie Reynolds – Eugenia

## Ekstern henvisning
- Himmel og jord på Internet Movie Database (engelsk)
- Himmel og jord på Filmdatabasen
- Himmel og jord på Scope
- Himmel og jord i Svensk Filmdatabas (svensk)
- Himmel og jord på AlloCiné (fransk)
- Himmel og jord på MovieMeter (nederlandsk)
- Himmel og jord på AllMovie (engelsk)
- Himmel og jord hos American Film Institute (engelsk)
- Himmel og jords profil hos Encyclopædia Britannica Online (engelsk)
- Himmel og jord på Turner Classic Movies (engelsk)